# Браунер, Александр Александрович
Александр Александрович Браунер (1857—1941) — советский учёный, зоолог, писатель.

## Биография
Родился 13 (25) января 1857 года в Симферополе. В 1876 году окончил в Одессе гимназию, а в 1881 году — естественное отделение физико-математического факультета Новороссийского университета.
Служил управляющим Херсонского отделения Крестьянского банка. В свободное время изучал птиц. Прекрасно владел методикой орнитологических наблюдений и написал две статьи о птицах Херсонской и Таврической губерний. Ему же также  принадлежат «Заметки о рыболовстве на р. Днестр и Днестровском лимане» («Записки Новороссийского общества естествоиспытателей»), «О вредных и полезных животных Херсонской губернии» («Записки Императорского общества сельского хозяйства Южной России»). Им же были составлены «Таблицы вреда и пользы, приносимых птицами и млекопитающими степной полосы России». Также он писал небольшие рассказы о природе, которые были опубликованы в херсонском сборнике «Степь» (1886) и в газете «Юг» (1898).
После переезда в 1901 году в Одессу, он принимал активное участие в работе Новороссийского общества естествоиспытателей, Крымско-Кавказского горного клуба, Одесского общества правильной охоты, Орнитологического комитета Русского общества акклиматизации животных и растений. Браунер одним из первых в России серьёзно занялся изучением вопросов охраны фауны. В 1899 году были напечатаны две его работы: «Об охране птиц, полезных для сельского хозяйства» и «Об охране млекопитающих и птиц, полезных для сельского хозяйства».
Вместе с ботаником И. К. Пачоским он начал изучать природу заповедной степи. В 1918 году он участвовал в организации Одесского сельскохозяйственного института, руководил в нём кафедрой животноводства. В 1920 году Одесский университет избрал А. А. Браунера доктором зоологии.
В 1926 году Браунер был назначен начальником Одесской краевой инспектуры по охране природы. Он активно принялся за порученное ему дело, добился создания новых заповедников — Приморских, Песчаных (на нижнем Днепре). А. А. Браунер всегда активно отстаивал принципы неприкосновенности заповедных территорий, поднимал вопрос о создании единого органа, руководящего заповедниками, указывал на необходимость поиска новых, перспективных к заповеданию территорий.
В 1930 году он был уволен из Одесского университета:

За свідоме знижування науково-теоретичного рівня студентства при викладаннi скотарства на біологічному факультетi, за вульгарно-iдеалістичну методологію i нарештi намагання замазати i заплямувати ту величезну роботу Партії щодо подолання труднощів у скотарствi, шляхом заяви студентам «Що офіцiйнi відомостi не відповідають дійсностi, та що радянськi робітники не спроможнi розв’язати проблему скотарства», що звичайно скотився до контрреволюційної роботи та шкідництва в галузi підготовки нових кадрів, проф. Браунер О.О. 1.12, 30 з посади профессора скотарство з iнституту звільняю.
— Витяг з наказу № 121 по Одеському Iнституту професіональної освіти від 24.12.1930. — ЦГАВО Украины. — Ф. 166. — Оп. 12. — Д. 816. — Л. 30.
В 1933—1935 годах работал консультантом Института гибридизации и акклиматизации животных в заповеднике Аскания-Нова, разводил зубров.
А. А. Браунер одним из первых на Украине стал читать курсы охотоведения в Одесском губернском отделе ВУСОР, был постоянным автором республиканских охотничьих журналов «Южная охота», «Украинский охотник и рыболов», «Природа и охота на Украине».
Его основные труды были посвящены млекопитающим, птицам, рыбам, насекомым Украины и Крыма. Он изучал происхождение домашних животных, историю становления некоторых отечественных пород.
Умер 5 мая 1941 года в Одессе.